# Intermares (A-41)
El Intermares (A-41) es un buque escuela construido por Astilleros Armón, Vigo. Fue construido para el Ministerio de Agricultura, Pesca y Alimentación (MAPA) en el año 2009, donde prestaba servicio como Buque de Cooperación Pesquera. Desde 2018 ejerce el rol de buque escuela y de cooperación pesquera en la Armada Española, año donde se dio de alta tras una remodelación para adaptarlo a ella. 

## Historial
El Intermares fue construido por Astilleros Armón, en Vigo en el año 2009. Fue un encargo de parte del Ministerio de Agricultura, Pesca y Alimentación (MAPA), durante el Gobierno socialista de José Luis Rodríguez Zapatero, y donde se invirtieron 22,3 millones de euros. Su proyección se planteó para realizar misiones de formación pesquera fundamentalmente en África e Iberoamérica. A pesar de ser un buque moderno, tecnológicamente avanzado y con un material e instalaciones de alta calidad, su actividad solo se dio de manera muy reducida (se realizaron unos pocos cursos) desde su botadura en 2009 hasta el año 2011, cuando cesó su actividad en la Estación Naval de La Graña en Ferrol.
A principios del año 2018, el Ministerio de Defensa anunció que lo pondría al día, y lo modificaría para adaptarlo a las necesidades de la Armada Española (incluyendo un cambio de pintura al gris propio de los buques de guerra)tras un acuerdo entre el Ministerio de Defensa y el MAPA, por el que se cedía la cotitularidad del barco a la Armada, y permitiría inscribirlo en Lista Oficial de Buques de la Armada. Debido a esto, el buque es parcialmente usado por el Ministerio de Agricultura, donde presta servicio el segundo semestre del año (mientras que el primero actúa como buque escuela en la Armada). La adaptación del buque a las necesidades de la Armada las llevó a cabo el astillero Nodosa en Marín, Pontevedra. Esto lo hizo el primer buque en ser entregado a la Armada desde la entrega en 2012 de la fragata Cristóbal Colón (F-105). Su dotación es de 73 personas máximo, a pesar de que la Armada contará con un personal de transporte de 40 alumnos acompañados por 7 profesores mientras actúe como buque escuela. Cuenta con un salón de actos para 60 personas.
El Intermares cuenta con los equipos necesarios para impartir módulos acerca del mantenimiento de la maquinaria, tecnología pesquera, manipulación, conservación y procesado de productos pesqueros, control de calidad, oceanografía, investigación pesquera, mecánica, hidráulica y electrónica, así como pesca sostenible. Además cuenta con una embarcación auxiliar. De esta manera, el buque está encuadrado en la Fuerza de Acción Marítima de Ferrol (Marfer), con base en la estación naval de la Graña (Ferrol).